# Elisabetta Rasy
Elisabetta Rasy (Roma, 16 settembre 1947) è una giornalista, scrittrice e saggista italiana.

## Biografia
Elisabetta Rasy, nata a Roma, trascorre l'infanzia a Napoli accanto ai nonni paterni, vivendo in un ambiente familiare cosmopolita (il nonno era un greco di Salonicco con passaporto inglese, trasferitosi negli anni Dieci a Cipro e in seguito in Francia; il padre visse tra la Francia, l'Italia e l'Inghilterra), per poi trasferirsi nuovamente nella capitale.
Nel 1974, dopo la laurea in Storia dell'Arte alla Sapienza di Roma, fonda insieme a Manuela Fraire, Anne Marie Sauzeau-Boetti, Maria Caronìa la casa editrice Edizioni delle Donne, nata dall'esperienza di un gruppo di femministe riunite al Teatro della Maddalena di Roma (di cui era presidente Dacia Maraini). Inizia a collaborare alla televisione e per Radio 3 della Rai.
Dagli anni '70 si occupa di saggistica e critica d'arte, di letteratura femminile e femminista, e ha scritto romanzi in parte dal taglio autobiografico (tradotti all’estero) e racconti apparsi su numerose riviste e antologie sia italiane che straniere.
Ha fondato nel 1990 con Pier Vittorio Tondelli, Jay McInerney e Alain Elkann la rivista Panta. Ha collaborato fin dai tempi dell'Università a numerosi riviste (Alfabeta, L'erba voglio, L'indice, Nuovi Argomenti, Marcatré, Paragone, Filmcritica, Il piccolo Hans, ecc.), quotidiani (Paese Sera e La Stampa), a settimanali come L'Espresso, Panorama, ai supplementi Sette (con la rubrica «Uomini e donne») e Io Donna del Corriere della Sera. Ha collaborato anche al supplemento domenicale del Sole 24 Ore.
Nel 1991 è finalista al Premio Bergamo con il romanzo L’altra amante. Nel 1995 il saggio biografico Ritratti di signora è candidato al Premio Strega.
Nella sua produzione saggistica ha indagato le vite di alcune importanti intellettuali del Novecento (come Carson McCullers, Flannery O'Connor, Anna Achmatova, Marina Cvetaeva, Edith Wharton, Nina Berberova, Ágota Kristóf, Zhang Ailing, Jamaica Kincaid, Ada Negri, Elsa Morante, Anna Maria Ortese, Cristina Campo e Grazia Deledda) e artiste (come Frida Kahlo e Emilia Zampetti Nava).
Nel 2012 ha condotto una serie di conversazioni radiofoniche sul tema "Abitare la lingua" per il ciclo Passioni su Radio Rai 3. Ha partecipato alla trasmissione radiofonica "Le musiche della vita" (Rai Radio Tre) nelle puntate del 15 e del 22 novembre 2013.
Nel 2025 è per la seconda volta finalista al Premio Strega con il romanzo Perduto è questo mare.
È la madre del poeta Carlo Carabba.

## Opere

### Narrativa
- La prima estasi, Milano, Mondadori, 1985; introd. di Valerio Magrelli, Collana Oscar, Mondadori, 1991, ISBN 88-04-34278-1.[5]
- La sindrome di Clerambault, in 19 racconti per Rinascita, a cura di Ottavio Cecchi e Mario Spinella, Roma, Editrice l'Unità, 1987, SBN UBO0136104. [racconto]
- Il finale della battaglia, Collana I Narratori, Milano, Feltrinelli, 1988, ISBN 88-07-01353-3.
- L'altra amante, Collana Narratori moderni, Milano, Garzanti, 1990, ISBN 88-11-67320-8.
- Mezzi di trasporto, Collana Narratori moderni, Garzanti, 1993, ISBN 88-11-66305-9.
- Ritratti di signora. Tre storie di fine secolo, Collana Saggi italiani, Milano, Rizzoli, 1995. ISBN 88-17-84386-5
  - 2ª ed.: Tre passioni. Ritratti di donne nell'Italia unita, pref. di Paolo Mieli, Collana Scrittori contemporanei, Rizzoli, 2011, ISBN 978-88-17-04660-2.
- Posillipo, Collana Scala italiani, Rizzoli, 1997, ISBN 88-17-66071-X.
- L'ombra della luna, Rizzoli, 1999, ISBN 88-17-86136-7.
- Tra noi due, Collana Scala italiani, Rizzoli, 2002, ISBN 88-17-87085-4.
- Due giorni a Natale, Napoli, Rossi, 2003.
- Succede a Roma 2001-2004, con disegni di Giosetta Fioroni, Mantova, Corraini, 2004, ISBN 88-7570-087-7.
- La scienza degli addii, Rizzoli, 2005, ISBN 88-17-00653-X.
- L'estranea, Collana Scala italiani, Rizzoli, 2007, ISBN 978-88-17-01833-3.
- Memorie di una lettrice notturna, Collana Scala italiani, Rizzoli, 2009, ISBN 978-88-17-03370-1.
- Suvenìr, in AA.VV., L'attesa (per "Napoli Teatro Festival Italia", 8-22 agosto 2010), a cura di Mario Fortunato, Milano, Bompiani, 2010, ISBN 88-452-6579-X. [racconto][6][7]
- Scrivimi, Roma, Nottetempo, 2011, ISBN 978-88-7452-287-3.
- Molta luce in pieno inverno, Roma, La Biblioteca di Repubblica-L'Espresso, 2011.
- Figure della malinconia, Milano, Skira, 2012, ISBN 978-88-572-1398-9.
- Un gatto per Natale, Nottetempo, 2013, ISBN 978-88-7452-464-8.
- Non esistono cose lontane, Collana Scrittori italiani e stranieri, Mondadori, 2014, ISBN 978-88-04-64066-0.
- Le regole del fuoco, Collana Scala italiani, Milano, Rizzoli, 2016, ISBN 978-88-170-8687-5.
- Una famiglia in pezzi, Collana Madeleines, Milano, Mondadori Electa, 2016, ISBN 978-88-918-0612-3.
- Le disobbedienti. Storie di sei donne che hanno cambiato l'arte, Collezione Le Scie. Nuova serie, Mondadori, 2019, ISBN 978-88-047-1255-8.
- Le indiscrete. Storie di cinque donne che hanno cambiato l'immagine del mondo, Collezione Le Scie, Mondadori, 2021, ISBN 978-88-047-3882-4.
- Perduto è questo mare, Milano, Rizzoli, 2025, ISBN 9788831817707.

### Saggistica e traduzioni
- Jean-François Bory, Logorinthe, Roma, Lerici, 1969.
- Pietro da Cortona. I progetti per la Chiesa Nuova di Firenze, in Architettura barocca a Roma, a cura di Maurizio Fagiolo dell'Arco, Roma, Bulzoni, 1972, pp. 337–379.
- Monique Wittig, Il corpo lesbico: romanzo, trad. con Christin Bazzin, Roma, Edizioni delle donne, 1976.
- Contributo (con Candida Curzi, Bimba De Maria, Miriam Mafai) in Scrivere contro, esperienze riflessioni e analisi delle giornaliste presentate al convegno 'Donna e Informazione', Roma, Edizioni delle Donne, 1977.
- La lingua della nutrice: percorsi e tracce dell'espressione femminile, introduzione di Julia Kristeva, Roma, Edizioni delle donne, 1978.
- Contributo per Cinema, letteratura, arti visive, in «Lessico politico delle donne», vol. 6, Milano, Gulliver, 1979.
- Le donne e la letteratura: scrittrici eroine e ispiratrici nel mondo delle lettere, Roma, Editori riuniti, 1984, collana «Libri di base 73» diretta da Tullio De Mauro (3 ed., 2000), ISBN 88-359-2721-8
- Prefazione a Sylvia Plath, Poesie, trad. it. Giovanni Giudici e Anna Ravano, Milano, Corriere della Sera, 2004
- Prefazione a Anna Maria Ortese, Poveri e semplici, Torino, UTET, 2006 ISBN 88-02-07450-X (rist. Milano, Il Sole 24 Ore, 2012)
- Prefazione a Fausta Cialente, Le quattro ragazze Wieselberger, Torino, UTET, 2006 ISBN 88-02-07520-4

## Riconoscimenti
- 1985: Premio Mondello Opera Prima per La prima estasi[8]
- 1997: Premio Selezione Campiello[9] e Premio Napoli[10] per Posillipo
- 2005: Premio Letterario Basilicata[11] per La scienza degli addii
- 2008: Premio Grinzane Cavour[12][13] per L’estranea
- 2016: Premio Selezione Campiello[9] per Le regole del fuoco